# Atymna pilosa
Atymna pilosa är en insektsart som beskrevs av William D. Funkhouser. Atymna pilosa ingår i släktet Atymna och familjen hornstritar. Inga underarter finns listade i Catalogue of Life.